# Малков, Дмитрий Олегович
Дмитрий Олегович Малков (укр. Дмитро Олегович Малков; 10 ноября 1980, Черкассы) — украинский режиссёр, продюсер, сценарист, актёр, режиссёр монтажа.

## Биография
Родился 10 ноября 1980 года в Черкассах в семье инженера Олега Малкова и начинающего драматурга Елены Малковой (урожд. Турской). Есть две сестры — Валерия и Дария.
В 12 лет получил от отца в подарок портативную видеокамеру. Этот подарок, по словам Дмитрия, предопределил его призвание. Спустя несколько лет на региональном телеканале был показан его первый документально-игровой фильм «Короли сцены» о его юношеском танцевальном коллективе.
В 1998 году поступил на факультет режиссуры кино, театра и ТВ в Киевский институт кино и телевидения при Киевском национальном университете культуры и искусств (КНУКиИ). Снимал фильмы, принимал участие в съемках фильмов своих однокурсников в качестве актёра. На третьем курсе снял документальный фильм-портрет «Рейс 21», за который получил третье место на Киевском международном фестивале аудио-визуальных искусств. Учась на 5 курсе режиссёрского отделения кино и ТВ Университета культуры (мастерская Г. Шкляревского), получил премию в номинации «Надежда телевидения» на фестивале «Бархатный сезон» за документальный фильм-портрет «Самоучка».
С 2003 по 2009 год снимал рекламные, социальные, политические ролики и музыкальные клипы; снимался в эпизодических ролях в фильмах.

### Дубляж
С 2006 года дублировал на украинский язык главного героя анимационного фильма «Лови волну» Коди Маверика, которого озвучивает американский актёр Шайа Лабаф. Дублировал героя Шайи Лабафа в фильме «Трансформеры». Позднее пригласили дублировать главного героя по имени Иккинг в анимационном фильме «Как приручить дракона».

### Режиссерская деятельность
В 2009 году совместно со студией «Актив віжн» создал криминальный сериал «12 лучших мошенников Украины».
В 2010 создал пилот и первые 8 серий украинского мистического сериала «Мистические истории».
По приглашению своего однокурсника Алана Бадоева принял участие в создании украинского юмористического шоу «Пороблено в Украине» совместно со «студией „Квартал-95“» для телеканала «Интер».
В дальнейшем Дмитрий стал режиссёром нескольких проектов, среди которых «Пороблено в Украине», «Золушка для Баскова», «Чисто NEWS», «Украина, вставай!».
В 2013 году для студии «Квартал-95» Дмитрий создал музыкальную комедию «1+1 дома. Новый год» и её продолжение «1+1 дома. 8 марта».
В 2016 году для студии «Квартал-95» Дмитрий создал создал первые 6 серий ситкома «Дурчев».
С декабря 2020 года принял участие в создании 2 сезона сериала «След» в качестве режиссёра-постановщика некоторых серий, а также в качестве актёра.
Весной 2021 года выступил шоураннером 20-серийного ситкома «Я же бать» и режиссёром-постановщиком пилотной серии. Исполнил в ситкоме роль Шефа Арнольда Ивановича Мелешко.
В 2023 году Дмитрий выступил в качестве соавтора сценария и режиссера мини-сериала в жанре военной драмы "Чернобыль 2022. Вторжение", основанном на реальных событиях.

### Продюсерская деятельность
В 2012 году студия «Квартал-95» предложила Дмитрию выступить в качестве режиссёра и креативного продюсера политического анимационного сериала «Сказочная Русь».
С 2013 по 2015 года Дмитрий работал над сериалом в качестве только креативного продюсера.
С 2014 года возглавлял анимационную и пост-продакшн студию «Animation Studio 95». За время руководства Дмитрием анимационная студия выпустила в свет обновленный сериал «Сказочная Русь», а также два новых сериала «Сватики» и «Кухня».
В августе 2020 года Дмитрий вместе женой Татьяной учредил и возглавил продакшн-компанию «MLKV FiLMS», которая занимается производством рекламных и социальных роликов, а также разработкой и реализацией развлекательного контента.

### Сценарная деятельность
В 2007 году по заказу Алана Бадоева совместно с другими сценаристами написал сценарий комедийного экшена «Реалити».
В 2009 году по заказу Виктора Мирского адаптировал сценарий «Обручённые властью».
В 2009 году написал сценарий фантастической комедии «Добро пожаловать на тот свет».
В 2018 году Дмитрий и его супруга Татьяна написали сценарий новогодней комедией «Бомбезный Новый Год».
Весной 2019 года написали сценарий сиквела танцевального экшена «Давай танцуй!» режиссёра Александра Березаня.
В 2021 году Дмитрий написал сценарий постапокалиптической комедией «Останній Укр».
В 2023 году выступил соавтором сценария военной драмы «Чернобыль 2022. Вторжение», основанной на реальных событиях.

### Актерская деятельность
С конца 2018 года снимается в сериалах и фильмах. Среди них «Юрчишины», «Весна в моем сердце», «Наследники», «Тайные двери», «Меня зовут Саша», «Тень звезды», «В тени у прошлого», «Папаньки-3», «След», Участковый с ДВРЗ, «Я же бать», «Уполномочена заявить», «Na dobre i na złe», «Sasiedzi», «Matylda», «Game over», «Profilerka», «Droga do domu», «Boxer», «Przesmyk», «Druga Furioza».
В 2021 году Дмитрий исполнил главную роль в мини-сериале в жанре боевик «Брюс».

## Награды и номинации
- 2000 год — третье место на Киевском международном фестивале аудио-визуальных искусств за документальный фильм-портрет «Рейс 21».
- 2001 год — премия «Бархатный сезон» в номинации «Надежда телевидения» за документальный фильм-портрет «Самоучка»
- 2014—2015 год — премия «Телетриумф» в номинации «Телевизионный ситком/скетчком» за проект «Сказочная Русь» (сопродюсер).
- 2014—2015 год — номинация на премию «Телетриумф» — лучший режиссёр (за телефильм «1+1 дома»).

## Фильмография
| Год       |     | Название                                          | Роль                                                          |
| --------- | --- | ------------------------------------------------- | ------------------------------------------------------------- |
| 1995      | док | Короли сцены                                      | режиссёр-постановщик, сценарист, продюсер, режиссёр монтажа   |
| 2000      | док | Рейс №21                                          | режиссёр-постановщик, сценарист, продюсер, режиссёр монтажа   |
| 2001      | док | Самоучка                                          | режиссёр-постановщик, сценарист, продюсер, режиссёр монтажа   |
| 2004      | тф  | Легенда о Кащее или в поисках тридесятого царства | Жених                                                         |
| 2006      | мф  | Лесная братва                                     | дубляж персонажа — дикобраз Пенни                             |
| 2007      | ф   | Orange love                                       | Веснушчатый парень                                            |
| 2007      | ф   | Реалити                                           | Сценарист                                                     |
| 2007      | мф  | Лови волну                                        | дубляж персонажа — пингвин Коди Маверик                       |
| 2009      | ф   | Трансформеры                                      | дубляж персонажа — Сэм Уитвики                                |
| 2009      | с   | 12 лучших мошенников Украины                      | режиссёр-постановщик, режиссёр монтажа                        |
| 2009      | с   | Мистические истории                               | режиссёр-постановщик, режиссёр монтажа                        |
| 2009      | ф   | Добро пожаловать на тот свет                      | Сценарист                                                     |
| 2010      | ф   | Обручённые властью                                | Сценарист                                                     |
| 2010      | кор | Пороблено в Украине (1 и 2 сезоны)                | режиссёр-постановщик, режиссёр монтажа                        |
| 2010      | мф  | Как приручить дракона                             | дубляж персонажа — Иккинг                                     |
| 2011      | ф   | Трансформеры: Месть падших                        | дубляж персонажа — Сэм Уитвики                                |
| 2011      | ф   | Золушка для Баскова                               | режиссёр-постановщик, режиссёр монтажа                        |
| 2011      | кор | Пороблено в Украине (3 и 4 сезоны)                | режиссёр-постановщик, режиссёр монтажа                        |
| 2011      | ф   | Чисто news                                        | режиссёр-постановщик                                          |
| 2012      | кор | Добрый вечер (2 сезон)                            | режиссёр-постановщик                                          |
| 2012      | кор | Пороблено в Украине (5 сезон)                     | режиссёр-постановщик, режиссёр монтажа, креативный продюсер   |
| 2012      | ф   | Украина, вставай!                                 | режиссёр-постановщик, режиссёр монтажа                        |
| 2012      | мс  | Сказочная Русь                                    | режиссёр-постановщик, режиссёр монтажа                        |
| 2013      | мс  | Сказочная Русь                                    | креативный продюсер                                           |
| 2013      | кор | Пороблено в Украине (6 сезон)                     | режиссёр-постановщик, режиссёр монтажа, креативный продюсер   |
| 2013      | тф  | 1+1 дома. Новый год                               | режиссёр-постановщик, режиссёр монтажа                        |
| 2014      | кор | Пороблено в Украине (7 сезон)                     | режиссёр-постановщик, режиссёр монтажа, креативный продюсер   |
| 2014      | тф  | 1+1 дома. 8 марта                                 | режиссёр-постановщик, режиссёр монтажа                        |
| 2014—2016 | мс  | Сказочная Русь                                    | продюсер                                                      |
| 2014—2016 | кор | Пороблено в Украине (8, 9, 10 сезоны)             | режиссёр-постановщик, режиссёр монтажа, креативный продюсер   |
| 2016      | мс  | Сватики                                           | продюсер                                                      |
| 2016      | мс  | Кухня                                             | продюсер                                                      |
| 2018—2020 | с   | Малковы / Будяки                                  | сценарист, режиссёр, продюсер, режиссёр монтажа, Валера Будяк |
| 2019      | с   | Юрчишины                                          | Борзый бизнесмен                                              |
| 2019      | ф   | Давай танцуй-2                                    | сценарист                                                     |
| 2019      | с   | Весна в твоём сердце                              | Таксист                                                       |
| 2019      | с   | Наследники                                        | Главный редактор фешн-журнала                                 |
| 2020      | с   | Тайные двери                                      | Глава службы охраны                                           |
| 2020      | с   | Меня зовут Саша                                   | Хозяин квартиры                                               |
| 2020      | с   | Тень звезды                                       | Оперативник Сергей Юрик                                       |
| 2020      | с   | В тени у прошлого                                 | Марк                                                          |
| 2020      | с   | Папаньки-3                                        | Саша 2                                                        |
| 2020—2021 | с   | След-2                                            | режиссёр-постановщик 4-х серий, главная роль серии «Дідько»   |
| 2021      | с   | Дільничний з ДВРЗ                                 | главная роль серии — Володимир Вовк                           |
| 2021      | ф   | Брюс                                              | главная роль — Брюс                                           |
| 2021      | с   | Я же бать                                         | режиссёр-постановщик пилота, исполнитель роли Шефа            |
| 2022      | ф   | Уполномочена заявить                              | Назар                                                         |
| 2022      | с   | Na dobre i na złe                                 | Wowa                                                          |
| 2022      | с   | Sasiedzi                                          | Mikolaj                                                       |
| 2023      | с   | Matylda                                           | Ivan                                                          |
| 2023      | с   | Чернобыль 2022. Вторжение                         | режиссёр-постановщик, соавтор сценария                        |
| 2024      | ф   | Game over                                         | Sergej                                                        |
| 2024      | ф   | Boxer                                             | Kelner                                                        |
| 2024      | ф   | Profilerka                                        | Dimitrij                                                      |
| 2025      | с   | Przesmyk                                          | Oleg Skopincew                                                |
| 2025      | ф   | Druga Furioza                                     | Dima                                                          |